# Campeonato Rondoniense de Futebol de 1999
O Campeonato Rondoniense de Futebol de 1999 foi a 58.ª edição do Campeonato Rondoniense de Futebol.

## Participantes
Participaram do Campeonato Estadual de Rondoniense em 1999, as seguintes agremiações:
- Associação Pinheiros Futebol Clube, de Rolim de Moura
- Cruzeiro Esporte Clube, de Porto Velho
- Guajará Esporte Clube, de Guajará-Mirim
- Jaru Futebol Clube, de Jaru
- Ji-Paraná Futebol Clube, de Ji-Paraná
- Ouro Preto Esporte Clube, de Ouro Preto do Oeste
- Porto Velho Futebol Clube, de Porto Velho
- Sport Club Genus Rondoniense, de Porto Velho
- Sociedade Esportiva União Cacoalense, de Cacoal

## Premiação
| Campeonato Rondoniense de 1999 |
| ------------------------------ |
| JI-PARANÁ Campeão (7º título)  |